# Specialitetsprincipen
Specialitetsprincipen handlar om rätten att återfå gods vid konkurs och utgör ett specialfall av separationsrätten och fordringsrätten.
Specialitetsprincipen innebär att egendom som lämnats till den part som satts i konkurs (eller blir utsatt för utmätning) och som kan identifieras av givaren skall återgå till givaren. Detta innebär också att äganderätten och separationsrätten går förlorad när egendomen inte längre kan spåras i fysisk mening.
Det finns dock ett antal undantag och lättnader från specialitetsprincipens krav. Det är vid surrogation, sammanfogande, bearbetning och sammanblandning.

## Exempel
- A lämnar ifrån sig sin dyra och unika klocka till urmakare B för renovering. B försätts i konkurs innan arbetet hinner slutföras. - Här råder ingen tvekan. A har rätt att få ut, separera, sin klocka från konkursboet. Det råder nämligen ingen tvekan om syftet med B:s innehav av klockan, det råder ingen tvekan om vilken klocka det är. A vill således ha tillbaka samma klocka som han lämnade in, sin egen. A:s äganderätt är odiskutabel i förhållande till B och därmed även till B:s borgenär, C. Specialitetsprincipen är uppfylld i alla delar.

- A lämnar in årets skörd av äpplen till musteriet B för mustning. Det innebär normalt att A får köpa motsvarande mängd must till tillverkningskostnaden, men dagen därpå och innan A återkommit för att hämta musten försätts B i konkurs. A:s äpplen ligger kvar omustade i B:s lager. - Här är det svårare för A. Han har lämnat applen och skall ha tillbaka must (samt betala för arbetet) men han har inte rätt att få tillbaka just sina äpplen mustade. Därmed har B mottagit äppelskörden med förfoganderätt för egen del och A som kompensation erhållit en fordran på must till särskilt lågt pris. A har därmed ingen äganderätt kvar att åberopa för separationsrätt. A:s krav på att utfå must avser inte specifika flaskor utan en viss mängd. Det är således en fordringsrätt.
- A har satt in 100 kr på sitt köpkortskonto i butikskedjan B. Köpkortsföretaget har försatts i konkurs innan A handlar upp beloppet. Köpkortsfallet följer samma linje som mustfallet, men här är det ännu tydligare att A bara har en fordran. Genom insättningen fick han en fordran på 100 kr på kortföretaget, vilket ju uteslutande är ett värde och inget annat.